# 牧野一成

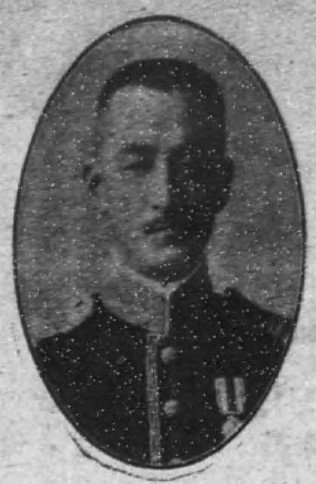
牧野一成

牧野 一成（まきの かずしげ、1880年（明治13年）7月22日 - 1958年（昭和33年）9月25日）は、大正から昭和期の政治家、華族。貴族院子爵議員。

## 経歴
旧丹後田辺藩主・牧野弼成の長男として生まれる。父の隠居に伴い、1916年2月21日、子爵を襲爵した。
学習院高等科を経て、同大学科を修了。1915年、大礼使典儀官を務めた。
1921年2月、貴族院子爵議員補欠選挙で当選し、研究会に所属して活動し、1932年7月まで2期在任した。

## 親族
- 妻 時子（ときこ、島津忠欽五女、1905年2月結婚）[1][3]
- 長男 守成[1]